# Kiều hối
Kiều hối là tiền bạc được di chuyển từ những người đang trú ngụ hay là lao động ở nước ngoài đến thân nhân của họ tại quê hương.
Tại một số nước đang phát triển, số tiền được đưa vào từ kiều hối có thể đứng hàng cao thứ nhì trong các nguồn thu nhập, cao hơn cả viện trợ quốc tế.  Số kiều hối hàng năm trên thế giới được ước tính từ 250 tỷ USD của Ngân hàng Thế giới và các Ngân hàng Trung ương đến 401 tỷ của IFAD.
Một nước có số lượng kiều hối cao sẽ thúc đẩy những hoạt động đầu tư khác trong nhiều lĩnh vực như: giáo dục, chăm sóc sức khỏe, các mô hình kinh doanh loại nhỏ...
Báo cáo về "Di trú và kiều hối" được thống kê hàng năm bởi Ngân hàng Thế giới (World Bank).

## Top quốc gia nhận kiều hối
| Quốc gia    | Kiều hối 2008 | Kiều hối 2009 | Kiều hối 2010 | Kiều hối 2011 |
| ----------- | ------------- | ------------- | ------------- | ------------- |
| Ấn Độ       | 49.98         | 49.20         | 53.48         | 63.82         |
| Trung Quốc  | 22.69         | 22.90         | 33.44         | 40.48         |
| México      | 26.04         | 22.08         | 22.08         | 23.59         |
| Philippines | 18.63         | 19.73         | 21.37         | 22.97         |
| Nigeria     | 19.21         | 18.37         | 19.82         | 20.62         |
| Pháp        | 16.28         | 16.06         | 16.71         | 19.31         |
| Ai Cập      | 8.69          | 7.15          | 12.45         | 14.32         |
| Đức         | 10.97         | 11.30         | 11.73         | 13.16         |
| Pakistan    | 7.04          | 8.72          | 9.69          | 12.26         |
| Bangladesh  | 8.93          | 10.52         | 10.85         | 12.07         |
| Bỉ          | 10.42         | 10.44         | 10.30         | 10.91         |
| Tây Ban Nha | 10.15         | 8.95          | 9.11          | 9.91          |
| Việt Nam    | 6.81          | 6.02          | 8.26          | 8.60          |
| Hàn Quốc    | 9.07          | 7.28          | 7.06          | 8.49          |
| Ukraina     | 6.78          | 5.94          | 6.54          | 7.82          |

## Kiều hối vào Việt Nam
Mặc dù kinh tế toàn cầu nói chung vẫn còn suy thoái, lượng kiều hối đổ về Việt Nam vẫn tăng. Ngân hàng Thế giới đánh giá Việt Nam tiếp tục nằm trong top 10 nước nhận nhiều kiều hối lớn nhất, năm 2014 đạt 12 tỉ USD. Tuy nhiên lượng kiều hối này không tác động lắm vào nền kinh tế. Theo các chuyên gia, đại bộ phận kiều hối có thể chỉ rơi vào lĩnh vực sinh hoạt, như ăn học, thuốc men… và đặc biệt là trả nợ ngân hàng, tình hình bán lẻ cũng như sản xuất gần đây cho thấy lượng kiều hối này chưa thực sự phát huy được hiệu quả của nó.
Năm 2021 là một năm đạt lượng kiều hối cao nhất của Việt Nam. Theo số liệu của VNe - kiều hối năm 2021 đạt khoảng 18.6 tỷ USD. Trong đó 50% có nguồn gốc từ Mỹ và 50% có đích đến là Tp Hồ Chí Minh. VN cũng nằm thứ 10 trong top 10 nước nhận kiều hối cao nhất.